# Antarcticodomus fallai
Antarcticodomus fallai is een keversoort uit de familie platsnuitkevers (Salpingidae). De wetenschappelijke naam van de soort werd in 1951 gepubliceerd door Joshua Brookes.